# Ботанічний сад Вальярти
Ботанічний сад Вальярти (ісп. Jardín botánico de Vallarta) — ботанічний сад у мексиканському штаті Халіско біля міста Пуерто-Вальярта. Сад був заснований 2004 року, відкритий 2005 року. Створений з метою збереження рідкісних рослин Мексики і всього світу в цілому, а особливо — місцевих рослин. Ботанічний сад є членом Міжнародної ради ботанічних садів з охорони рослин (BGCI), Мексиканської асоціації орхідеологіі та Американської асоціації громадських садів.
Спеціальні колекції: 
- мексиканські види орхідей,
- кактуси,
- агави,
- бромелієві,
- папороті,
- місцеві чагарники та дерева (в тому числі найрізноманітніша колекцій дубів),
- інші декоративні та сільськогосподарські рослини.

Родзинкою ботанічного саду є колекція орхідей. Центром колекції є Гольштейнська оранжерея ванілі та орхідей, але орхідеї ростуть й на багатьох деревах по всій території саду. Збереження і поширення орхідей є головним завданням ботанічного саду.

## Галерея

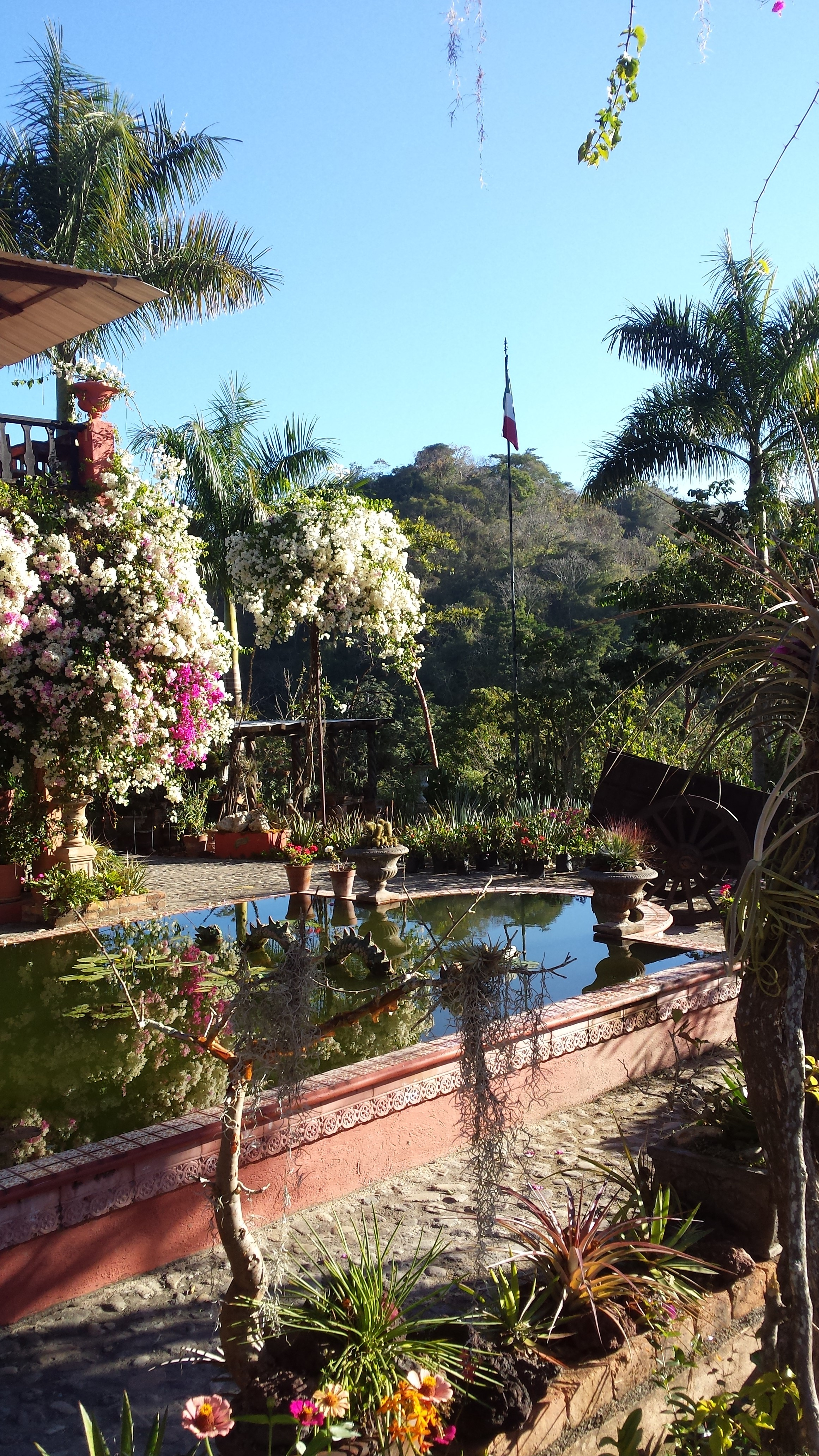
Ставок водних рослин
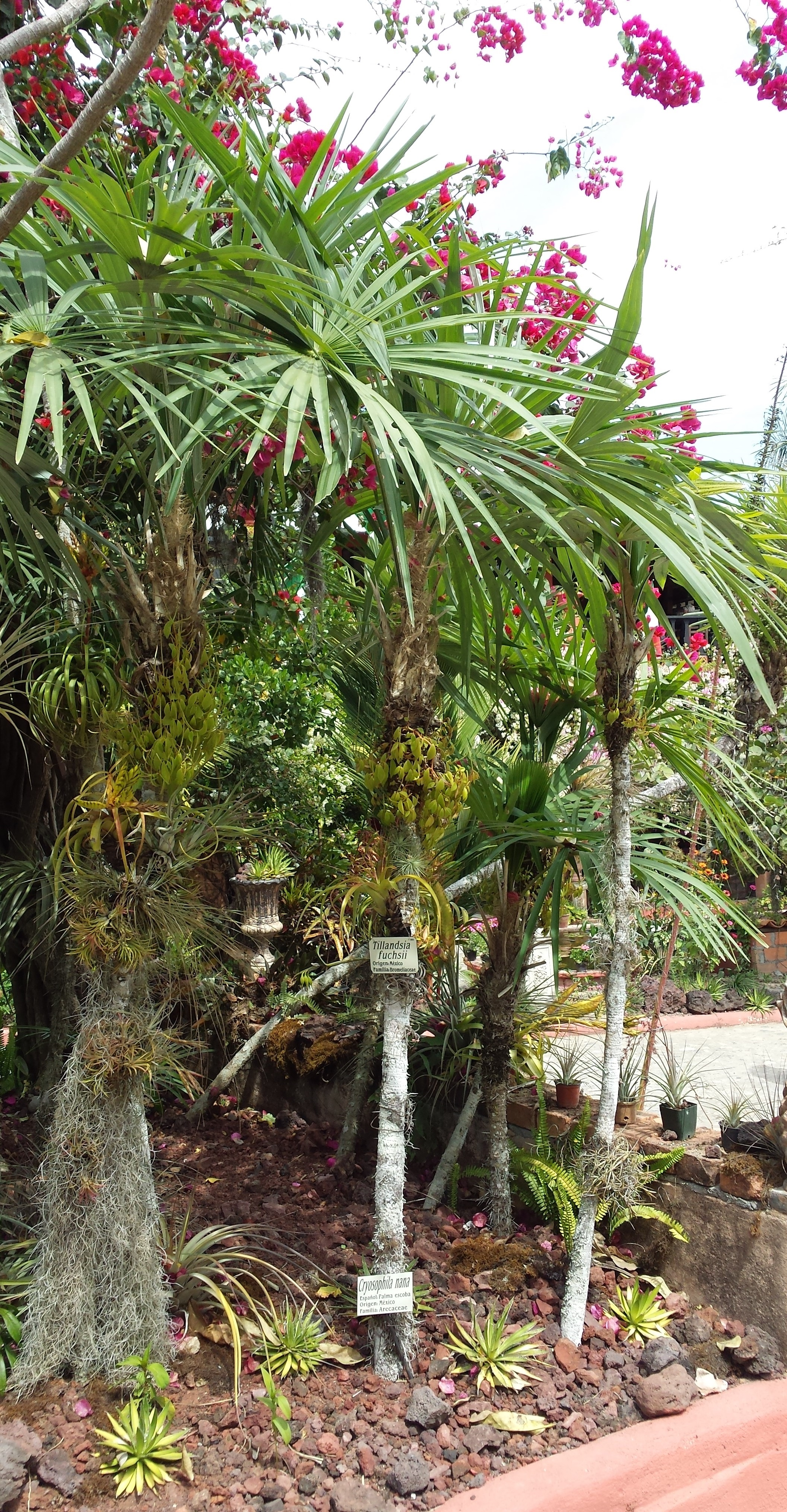
Cryosophila nana
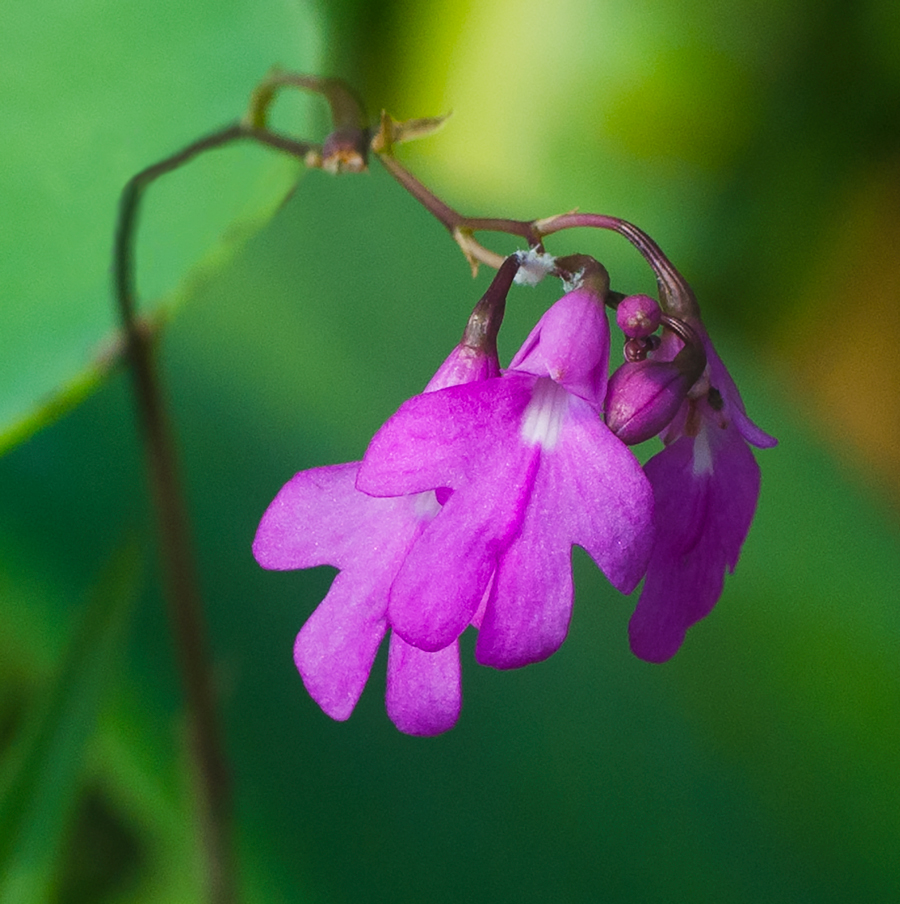
Epidendrum longicuale
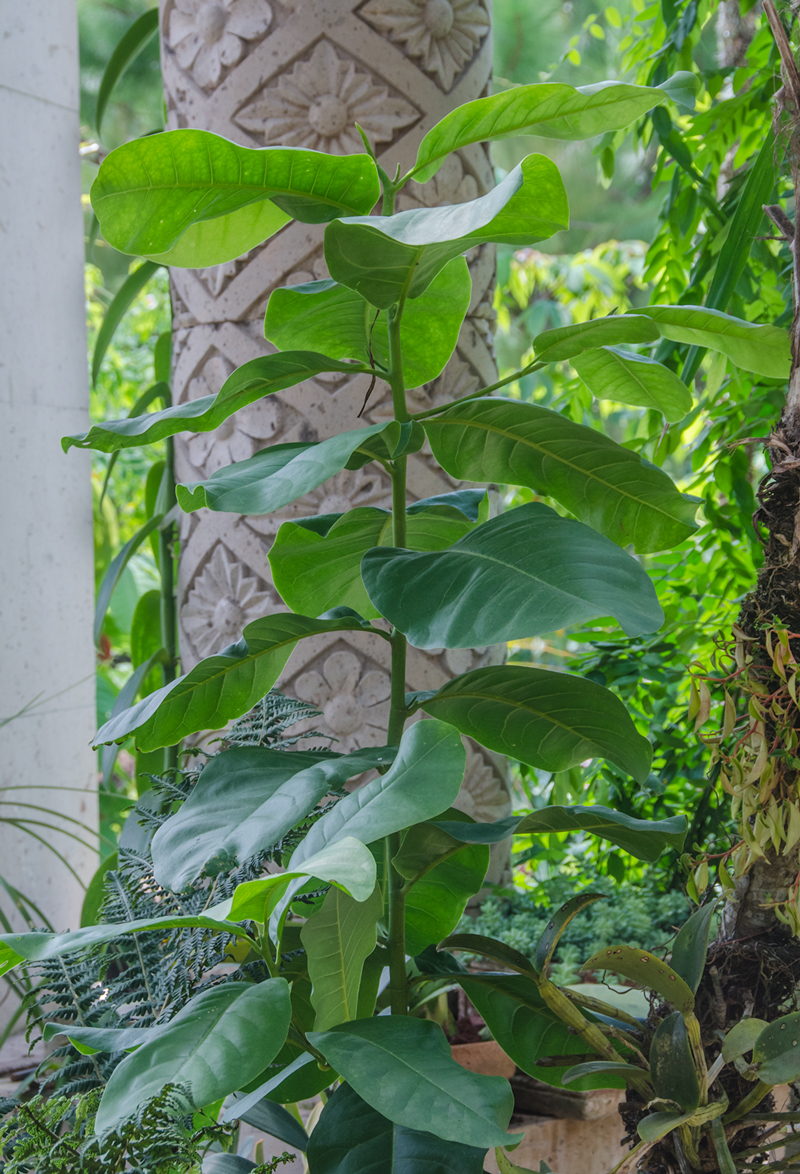
Magnolia vallartensis
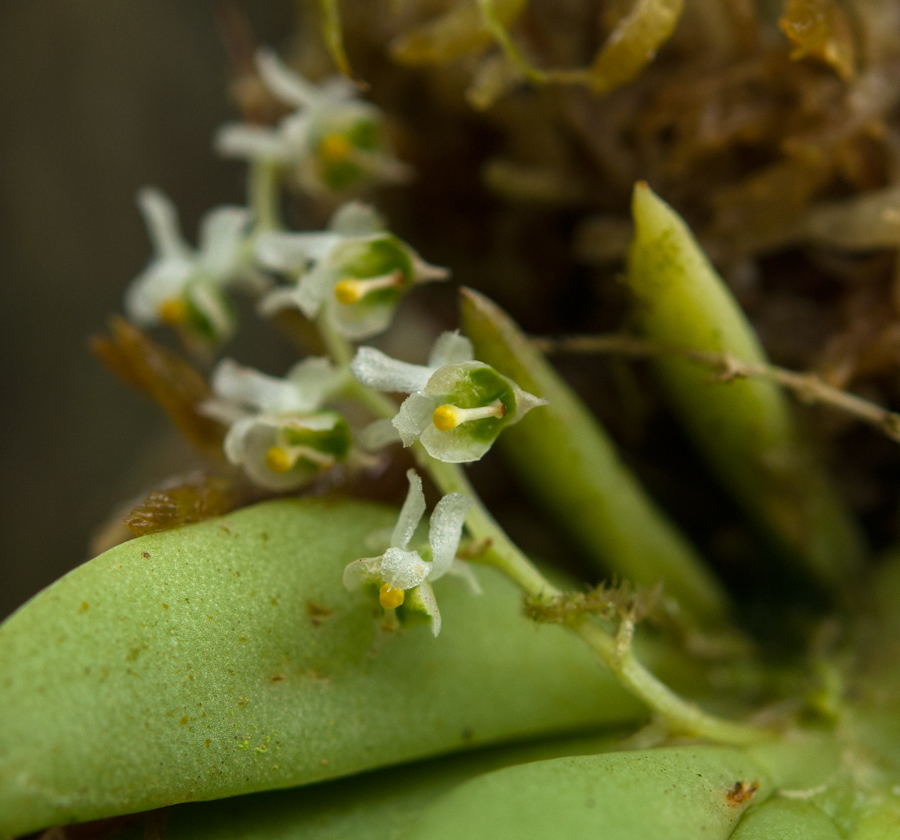
Ornithocephalus manabina
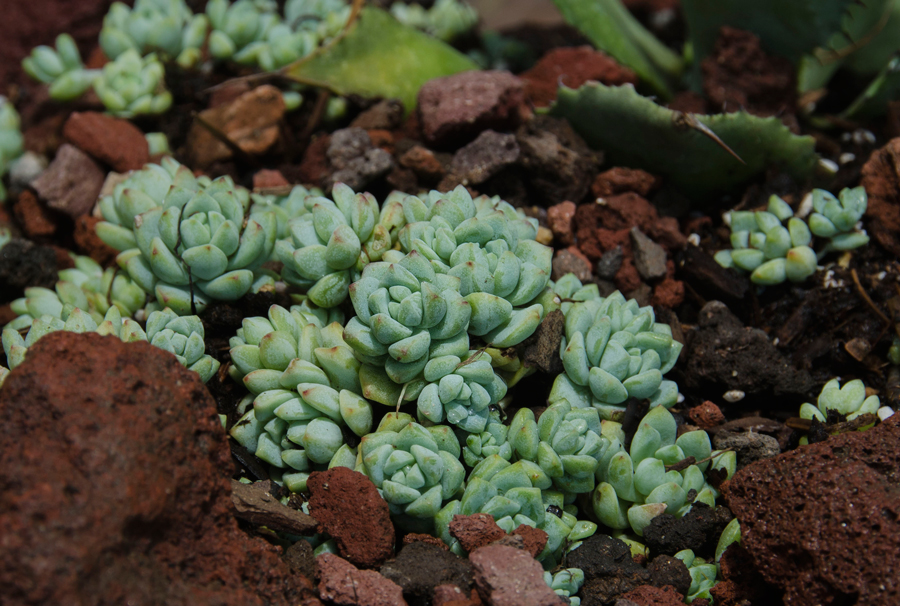
Sedum perezdelarosae
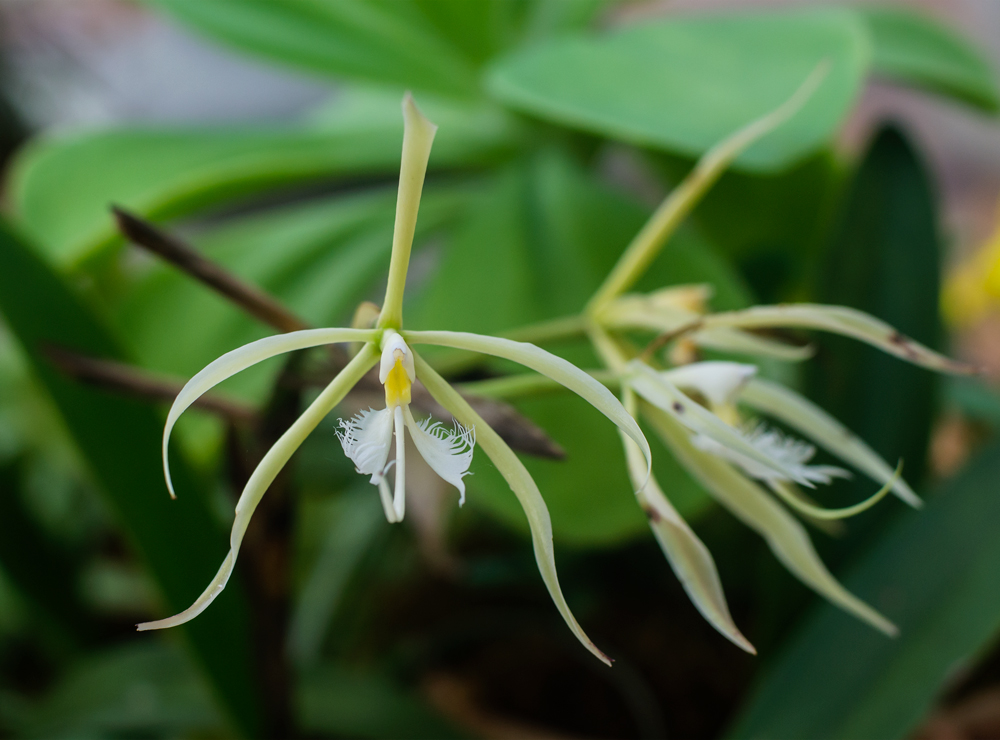
Epidendrum ciliare